# NGC 216
NGC 216 è una galassia lenticolare vista quasi di taglio e situata nella costellazione della Balena a una distanza di circa 60 milioni di anni luce dal sistema solare.

## Descrizione
La galassia presenta una larga riga a 21 cm dell'idrogeno neutro.

## Scoperta
NGC 216 è stata scoperta il 9 dicembre 1784 dall'astronomo britannico di origine tedesca William Herschel.